# Bresnica (Bosilegrad)
Pour les articles homonymes, voir Bresnica.
Bresnica (en serbe cyrillique : Бресница) est un village de Serbie situé dans la municipalité de Bosilegrad, district de Pčinja. Au recensement de 2011, il comptait 47 habitants.

## Démographie

### Évolution historique de la population
| 1948 | 1953 | 1961 | 1971 | 1981 | 1991 | 2002 | 2011 |
| ---- | ---- | ---- | ---- | ---- | ---- | ---- | ---- |
| 401  | 429  | 376  | 296  | 177  | 131  | 77   | 47   |

|  |